# Рукопись 512

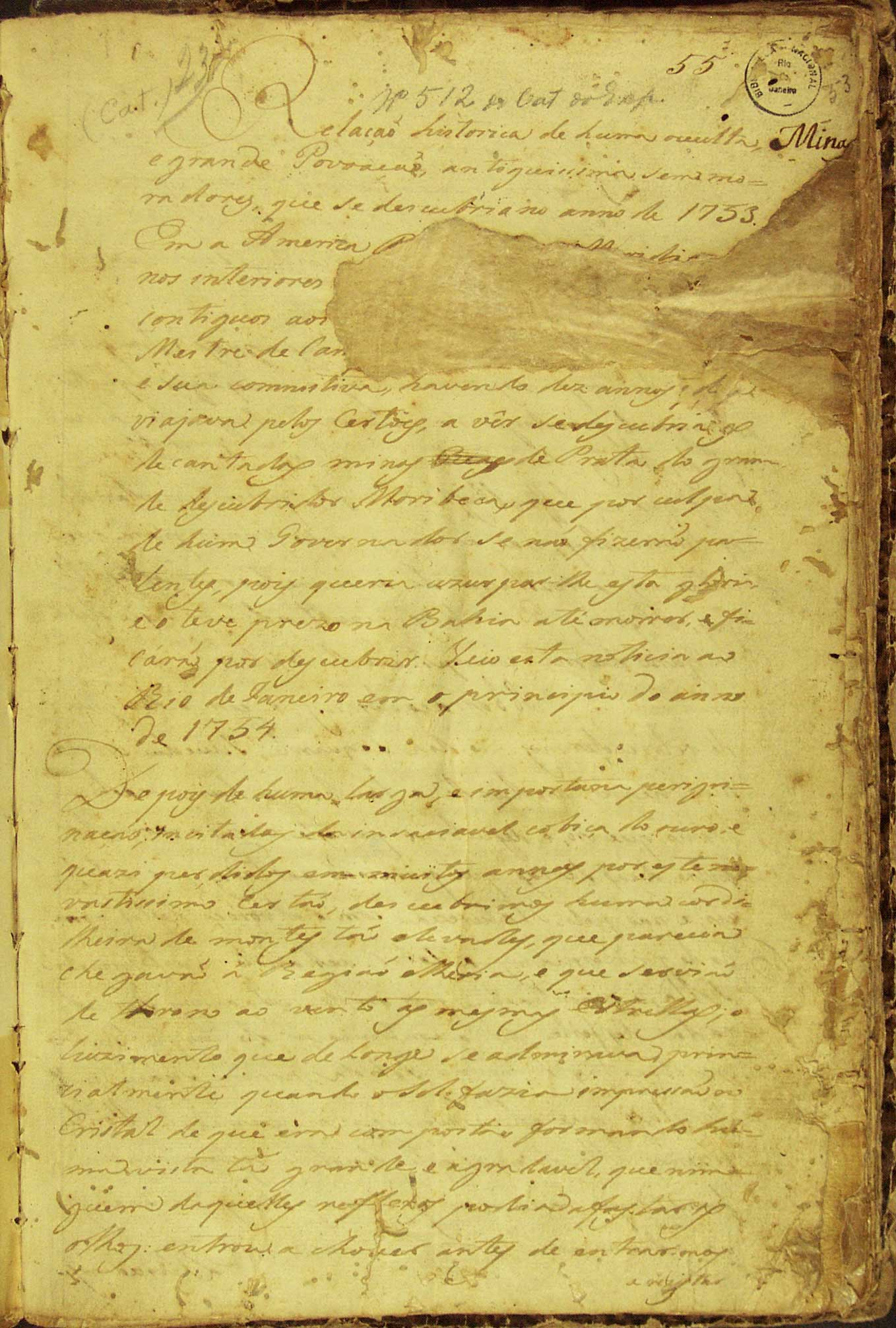
Первая страница Рукописи 512.

Рукопись 512 (Документ 512) — архивная рукопись, относящаяся к колониальному периоду истории Бразилии, в настоящее время хранится в запаснике Национальной библиотеки Рио-де-Жанейро.
Документ озаглавлен «Историческая реляция о неведомом и большом поселении, древнейшем, без жителей, кое было открыто в год 1753» («Relação histórica de uma occulta e grande povoação antiguissima sem moradores, que se descobriu no anno de 1753») и представляет собой повествование, оставленное неизвестной группой португальских бандейрантов (имя непосредственного автора — главы экспедиционного отряда (бандейры) — утрачено), рассказывающее об открытии бандейрантами в глубине бразильского сертана руин затерянного мёртвого города с признаками древней высокоразвитой цивилизации греко-римского типа. Также, содержится указание на находку золотых и серебряных месторождений.
Документ написан на португальском языке и имеет 10 страниц. Написан в форме экспедиционного отчёта; при этом, принимая во внимание характер взаимоотношений между автором и адресатом, его можно охарактеризовать также как личное письмо.
Текст документа содержит существенные пропуски в результате порчи, которая, по-видимому, произошла из-за воздействия термитов на протяжении десятилетий, в течение которых Рукопись была затеряна в архиве (1754—1839 гг.).
Рукопись 512 — едва ли не самый знаменитый документ Национальной библиотеки Рио-де-Жанейро и с точки зрения современной бразильской историографии является «основой самого большого мифа национальной археологии». В XIX—XX вв. затерянный город, описанный в Рукописи 512, был предметом горячих споров, а также неустанных поисков, которые предпринимали искатели приключений, учёные, исследователи.
Благодаря своему яркому и красочному стилю повествование Рукописи 512, по мнению некоторых, входит в число лучших литературных произведений на португальском языке.
В наши дни доступ к подлиннику Рукописи строго ограничен; в связи с проведённой оцифровкой книг Национальной библиотеки Рио-де-Жанейро в сети Интернет стала доступна электронная версия.

## Находка документа и его значение для бразильской историографии XIX века

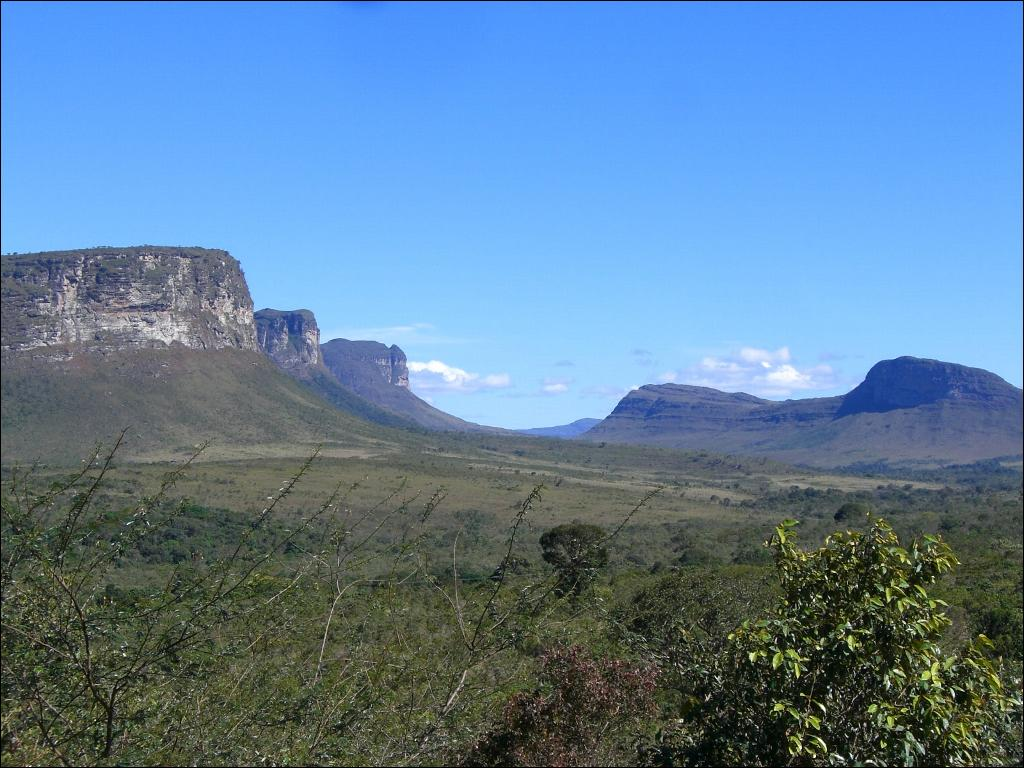
Горные цепи Шапада-Диамантина считались наиболее вероятным районом нахождения затерянного города.

Документ, принадлежность которого XVIII веку, помимо указанной в нём датировки (1754), подтверждается также рядом косвенных признаков, был обнаружен и получил известность почти столетие спустя после написания. В 1839 году забытую рукопись, пострадавшую от воздействия времени и насекомых, случайно обнаружил в запаснике придворной библиотеки (ныне Национальная библиотека) Рио-де-Жанейро натуралист Мануэл Феррейра Лагус. Документ был передан Бразильскому историческому и географическому институту (Instituto Histórico e Geográfico Brasileiro, IHGB). Оценка Рукописи как важного исторического документа и её распространение принадлежат канонику Жануариу да Кунья Барбоза — одному из основателей института. Его стараниями полный вариант текста был опубликован в «Журнале Бразильского исторического и географического института» (Revista do Instituto Histórico e Geográfico Brasileiro); в публикацию было включено Предуведомление, в котором Кунья Барбоза впервые связал сюжет документа с преданием о Робериу Диасе — бандейранте XVII века, который был заключён в тюрьму испанским королём за отказ раскрыть тайну серебряных рудников в провинции Баия.
В тот период в Бразилии, совсем недавно обретшей независимость, были озабочены поиском национальной идентичности и переоценкой исконно бразильских атрибутов; для молодой нации было желательным отыскать собственные «великие корни» в историческом прошлом; монархический строй был заинтересован в возвеличивании идеи империи и политической централизации, чему могло бы способствовать открытие на территории страны следов древних высокоразвитых государств, которые обеспечили бы своего рода легитимность новой бразильской монархии. На этом фоне авторитет рукописи в первые годы после её публикации быстро возрос в глазах учёных, интеллектуалов, а также аристократии и духовенства Бразилии; интерес к ней проявил и сам император Педру II. Свою роль в оценке Рукописи как важного источника национального прошлого сыграло и открытие в те же годы древних памятников доколумбовых цивилизаций. Как указывал Кунья Барбоза, монументы, подобные городу Паленке в Мексике и укреплениям, возведённым на границах Перу, могут быть найдены и на территории Бразилии; при этом он приводил в доказательство свидетельство Рукописи 512.
С 1841 по 1846 год IHGB организовал поиски затерянного города Рукописи 512, которые были поручены канонику Бенигну Жозе ди Карвалью, члену-корреспонденту института. Предпринятая им длительная и неудачная экспедиция по Шапада-Диамантина не принесла никаких результатов; после этого прежние надежды на скорое открытие древних руин уступают место разочарованию и скептицизму. Преобладание получила теория о том, что видение затерянного города возникло под влиянием скальных образований Шапада-Диамантина; так, бразильский историк и писатель Теодору Сампайю, совершивший поездку по этой области в 1879-80 годах, был уверен, что повествование Рукописи 512, будучи в целом вымыслом, поэтически описывало скалы причудливых форм, встречающиеся в этих местах.

## Повествование Рукописи 512

### Потерянные рудники Морибеки
В подзаголовке документа говорится, что некий отряд бандейрантов провел 10 лет в странствиях по внутренним неисследованным районам Бразилии (сертанам) с целью отыскать легендарные «потерянные рудники Морибеки». Согласно бразильскому историку Педру Калмону, под этим индейским именем был известен бандейрант XVI—XVII вв. Белшиор Диас Морейя (или Морейра), известный также как Белшиор Диас Карамуру, потомок Диогу Алвариша Коррейя (Карамуру), португальского моряка, и Катарины Алвариш Парагуасу, дочери касика племени тупинамба; согласно более старой версии, изложенной историком XVIII в. Себастьяном да Роша Пита и повторенной каноником Кунья Барбоза в его Предуведомлении к изданию Рукописи 512, это был сын Белшиора Робериу (или Рубериу) Диас. В обоих случаях Морибека был известен своими огромными богатствами, происходившими из рудников серры Итабаяна в окрестностях Арагуасу. Пообещав испанской короне передать рудники в обмен на титул маркиза даш Минаш или маркиза Рудников, Морибека затем убедился в том, что был обманут королём Филиппом III Испанским, так как этот титул был присвоен новому генерал-губернатору Бразилии Франсишку ди Соза. Морибека отказался раскрывать местоположение рудников, за что поплатился заключением в королевской тюрьме. Согласно Калмону, Морибека (Белшиор Диас) смог выйти на свободу спустя два года, заплатив выкуп; согласно Роша Пита (не упоминающему имени «Морибека»), Робериу Диас умер в тюрьме как раз накануне прибытия королевского приказа, приговаривающего его к смертной казни.
Легенда о потерянных рудниках Морибеки или бразильском Эльдорадо впоследствии стала причиной многочисленных безуспешных поисков, которые вели бразильские бандейранты. Таким образом, характер экспедиции или «бандейры» 1743-53 годов является вполне типичным для своего времени.

### Руины неизвестного города в бразильской сертане

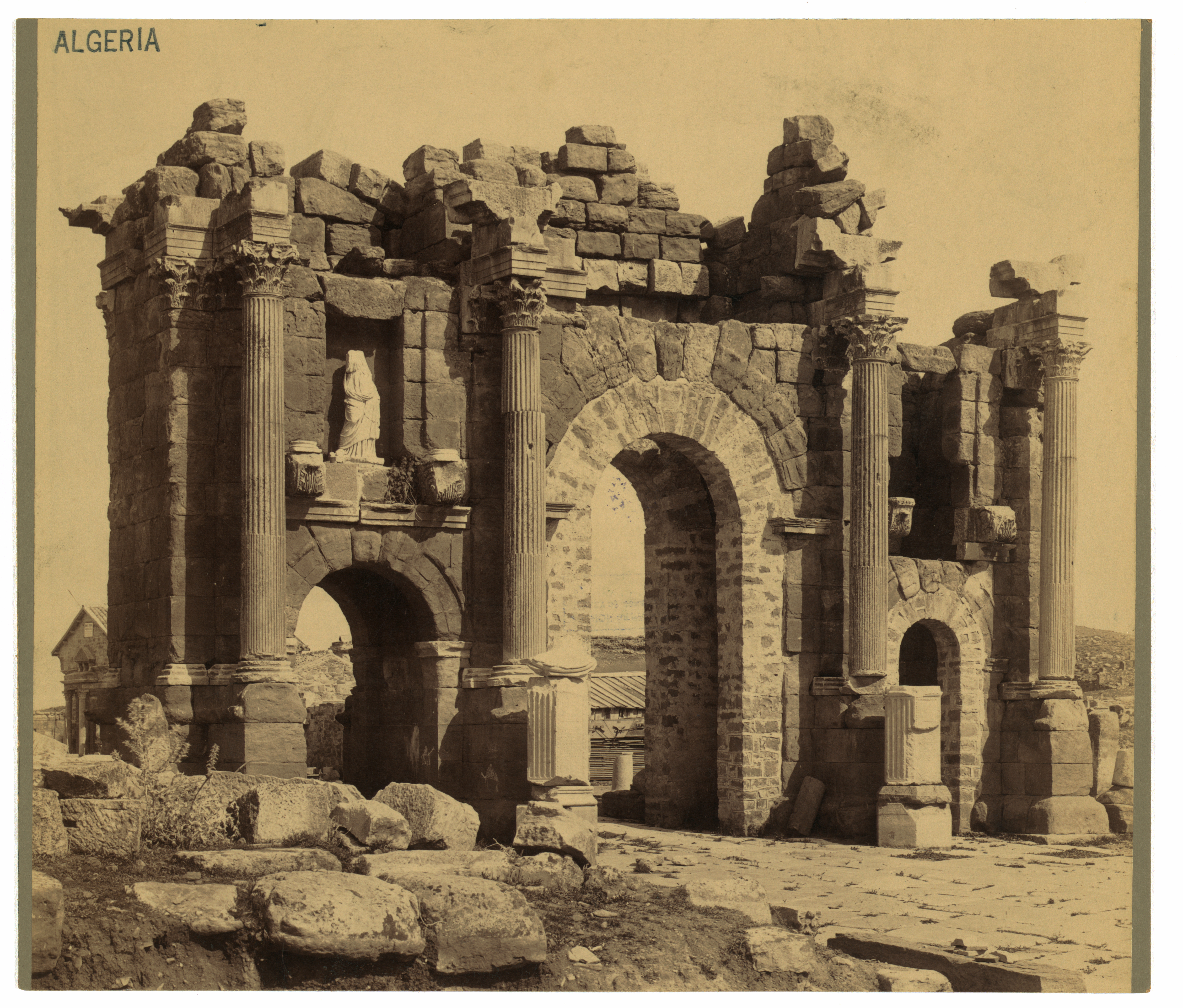
Римская арка в Тамугади (Тимгад), Алжир. Её вид напоминает описание тройной арки при входе в затерянный город, описанный в Рукописи 512.

Документ повествует, как отряд увидел горы, сверкающие многочисленными кристаллами, что вызвало изумление и восхищение людей. Однако поначалу им не удалось обнаружить горный проход, и они стали лагерем у подножья горной цепи. Затем один негр, член отряда, погнав белого оленя, случайно обнаружил мощёную дорогу, проходившую сквозь горы. Взойдя на вершину, бандейранты увидели сверху большое поселение, которое с первого взгляда приняли за один из городов побережья Бразилии. Спустившись в долину, они выслали вперед разведчиков, чтобы узнать больше о поселении и его жителях, и ожидали их два дня; любопытной деталью является то, что в это время они слышали пение петухов, и это заставляло их думать, что город был обитаем. Между тем вернулись разведчики, с известием о том, что в городе не было людей. Поскольку остальные по-прежнему не были уверены в этом, один индеец вызвался отправиться на разведку в одиночку и вернулся с тем же сообщением, которое после третьей разведки было подтверждено уже всем разведывательным отрядом.
Наконец, отряд в полном составе вступил в город, единственный вход в который проходил по замощённой дороге и был украшен тремя арками, главной и самой большой из которых была центральная, а две по бокам были меньшего размера. Как замечает автор, на главной арке были надписи, которые было невозможно скопировать из-за большой высоты.
Дома в городе, каждый из которых имел второй этаж, были давно заброшены и не содержали внутри никаких предметов домашней утвари и мебели. Описание города в Рукописи соединяет признаки, свойственные различным цивилизациям древности, хотя присутствуют и детали, которым трудно отыскать аналогию. Так, автор замечает, что дома по своей регулярности и симметрии были так похожи между собой, словно принадлежали одному владельцу.
В тексте дается описание различных объектов, увиденных бандейрантами. Так, описана площадь с чёрной колонной посередине, на вершине которой стояла статуя человека, указывающего рукой на север; портик главной улицы, на котором имелся барельеф с изображением полуобнажённого юноши, увенчанного лавровым венком; огромные здания по сторонам площади, одно из которых было похоже на дворец правителя, а другое, очевидно, было храмом, где частично сохранились фасад, нефы и рельефные изображения (в частности, крестов различных форм и корон). Рядом с площадью протекала широкая река, по другую сторону которой лежали пышно цветущие поля, между которыми было несколько озёр, полных дикорастущего риса, а также множество стай уток, на которых можно было охотиться голыми руками.
После трёхдневного путешествия вниз по реке бандейранты обнаружили ряд пещер и прорытых под землёй углублений, — вероятно, шахт, где были разбросаны куски руды, похожей на серебро. Вход в одну из пещер закрывала огромная каменная плита с надписью, выполненной неизвестными знаками или буквами.
На расстоянии пушечного выстрела от города отряд обнаружил здание наподобие загородного дома, в котором был один большой зал и пятнадцать маленьких комнат, соединенные с залом дверьми.
На берегах реки бандейранты отыскали след золотых и серебряных месторождений. В этом месте отряд разделился, и часть людей совершила девятидневную вылазку. Этот отряд видел у залива реки лодку с какими-то неизвестными белыми людьми, «одетыми по-европейски»; очевидно, незнакомцы поспешно удалились после того, как кто-то из бандейрантов выстрелил, пытаясь привлечь их внимание. Однако по сохранившимся обрывкам фраз в этой части документа можно также предполагать, что эта часть отряда затем столкнулась с представителями каких-то местных племён, «косматыми и дикими».
Затем экспедиция в полном составе вернулась в верховья рек Парагуасу и Уна, где глава отряда составил отчёт, направив его некоему влиятельному лицу в Рио-де-Жанейро. Примечателен характер взаимоотношений между автором документа и адресатом (имя которого также неизвестно): автор намекает, что тайну развалин и рудников он открывает только ему, адресату, помня, сколь многим он ему обязан. Он также выражает свою обеспокоенность тем, что некий индеец уже покинул отряд, чтобы самостоятельно вернуться в затерянный город. Чтобы избежать огласки, автор предлагает адресату подкупить индейца.

### Золотая монета
Один из членов отряда (Жуан Антониу — единственное имя, сохранившееся в документе) нашел среди развалин одного из домов в затерянном городе золотую монету, больше размером, чем бразильская монета в 6400 рейсов. На одной её стороне был изображен коленопреклонённый юноша, на другой — лук, корона и стрела. Это открытие убедило бандейрантов, что под развалинами погребены несметные сокровища.

### Загадочные надписи

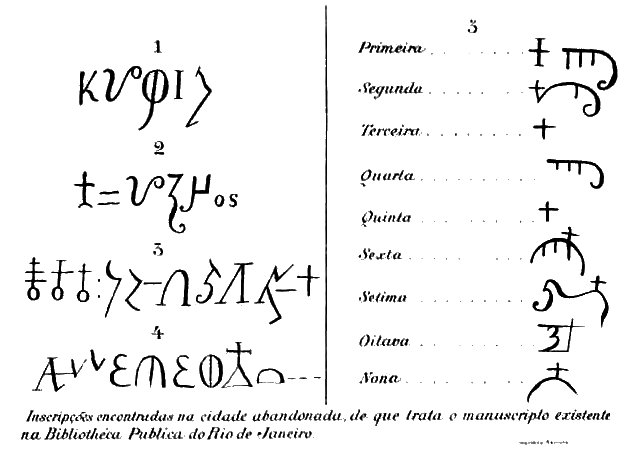
Неизвестные символы из Рукописи 512.

В тексте приводятся скопированные бандейрантами четыре надписи, выполненные неизвестными буквами или иероглифами:
1) с портика главной улицы;
2) с портика храма;
3) с каменной плиты, закрывавшей вход в пещеру у водопада;
4) с колоннады в загородном доме.
В самом конце документа приводится также изображение девяти знаков на каменных плитах (как можно догадаться — при входе в пещеры; эта часть рукописи также подверглась порче). Как отмечали исследователи, приводимые знаки больше всего напоминают по форме буквы греческого или финикийского алфавита (местами также арабские цифры).

## Возможное авторство Рукописи 512
Бразильские историки предлагали ряд кандидатур на роль автора Рукописи 512, про которого достоверно известно лишь то, что он имел офицерское звание местри-ди-кампу (Mestre de Campo), как можно разобрать в документе.
Согласно наиболее распространённой версии, выдвинутой П. Калмоном и немецким исследователем Херманном Крузе, документ написал Жуан да Силва Гимарайнс — бандейрант, исследовавший сертан провинций Минас-Жерайс и Баия. Совершив поход во внутренние районы последней в 1752—53 годах, он объявил об открытии знаменитых серебряных рудников Робериу Диаса (Морибеки) в районе рек Парагуасу и Уна. Таким образом, место и время его открытия совпадают с теми, которые упоминаются в Рукописи 512. Однако после изучения образцов руды, которые Гимарайнс представил Монетному двору, выяснилось, что это было не серебро. Разочарованный Гимарайнс вернулся в сертан и умер около 1766 года.
Несмотря на вышеприведенный серьёзный аргумент, авторство Гимарайнса все же является маловероятным, поскольку сохранилось немало связанных с ним и его открытиями документов, ни в одном из которых не упоминается ни о каком затерянном городе. Кроме того, походы Гимарайнса продолжались не 10 лет (1743—1753), о которых чётко говорится в документе, а 1 или 2 года (1752—53).

## Рукопись 512 в творчестве Ричарда Фрэнсиса Бёртона

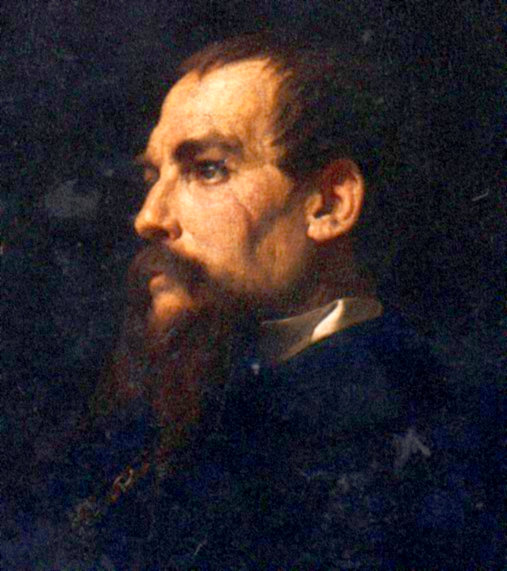
Ричард Фрэнсис Бёртон.

Знаменитый британский путешественник, писатель и искатель приключений Ричард Фрэнсис Бёртон включил перевод Рукописи 512 в свою книгу «Исследования бразильских нагорий» («Explorations of the Highlands of Brazil»), в которой описываются его путешествия по Бразилии начиная с 1865 года, когда Бёртон был назначен консулом в Сантусе. В частности, он проплыл по реке Сан-Франсиску от её истоков до водопадов Паулу-Афонсу, то есть в районе, предположительно близком к ареалу поисков затерянного города Рукописи 512.
Перевод Рукописи 512 на английский язык был выполнен женой путешественника Изабель Бёртон. По-видимому, речь идёт о первом переводе документа.

## Рукопись 512 и затерянный город «Z» Перси Фосетта

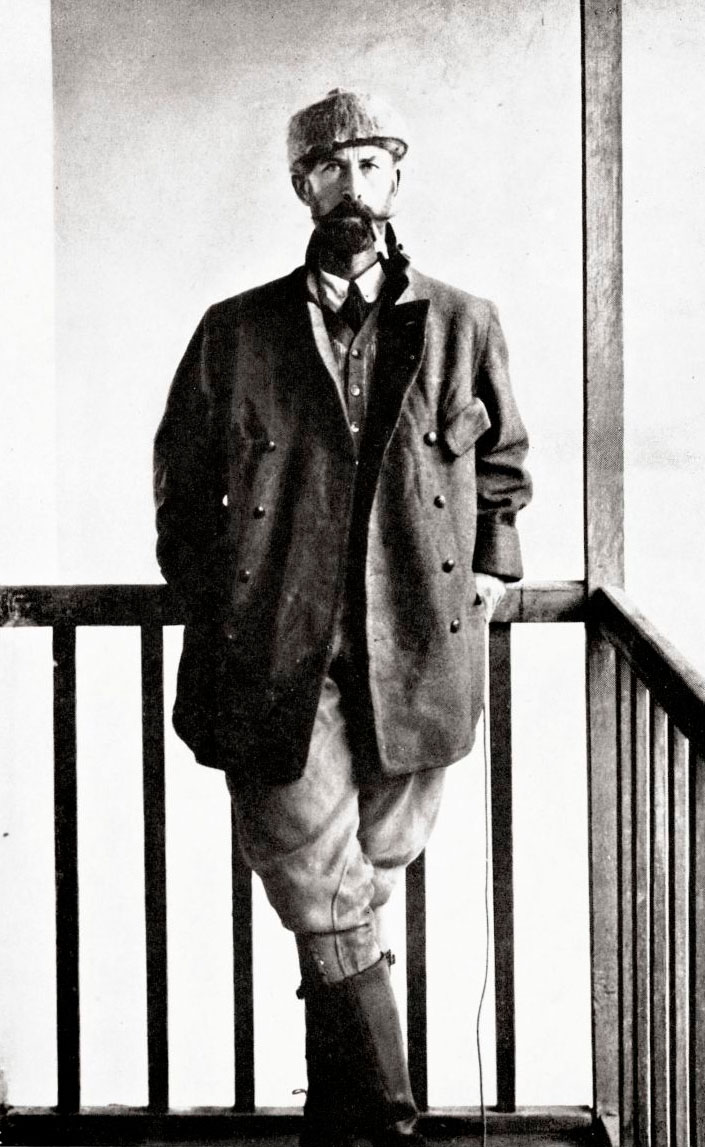
Перси Фосетт

Наиболее известным и последовательным сторонником достоверности Рукописи 512 был знаменитый британский учёный и путешественник полковник Перси Гаррисон Фосетт (1867—1925?), для которого рукопись служила главным указанием на существование в неисследованных районах Бразилии остатков древнейших городов неизвестной цивилизации (по мнению Фосетта — Атлантиды).
«Главной целью» своих поисков Фосетт называл «Z» — некий таинственный, возможно, обитаемый город на территории Мату-Гросу. Вопреки распространённому мнению, Фосетт не отождествлял свою «главную цель „Z“» с мёртвым городом из Рукописи 512, который он условно называл «городом Рапозо» (Франсиско Рапозо — вымышленное имя, которым Фосетт называл неизвестного автора Рукописи 512) и указывал его местоположение на 11°30' южной широты и 42°30' западной долготы (штат Баия) 11°30′ ю. ш. 42°30′ з. д.; при этом он, правда, не исключал, что «Z» и «город Рапозо» в конечном счёте могут оказаться одним и тем же. Источник сведений о «Z» остался неизвестным; эзотерические предания со времён Фосетта до наших дней связывают этот мифический город с теорией Полой Земли.
В 1921 году Фосетт предпринял экспедицию в глубину штата Баия, следуя указаниям как Рукописи 512, так и другого британского путешественника и исследователя — подполковника О’Салливана Бэра, который якобы посетил древний затерянный город, подобный описанному в Рукописи, в нескольких днях пути от Салвадора. По словам Фосетта, в своей экспедиции 1921 года он смог собрать новые свидетельства существования остатков древних городов, посетив район реки Гонгожи.
В 1925 году вместе с сыном Джеком и его другом Рэли Раймелом Фосетт отправился в верховья реки Шингу на поиски «главной цели „Z“», планируя на обратном пути осмотреть покинутый «город Рапозо» 1753 года в Баие; экспедиция не вернулась назад, а её судьба навсегда осталась загадкой, которая вскоре заслонила и саму тайну затерянного города.
Фосетт оставил литературный пересказ Рукописи 512 в своем известном очерке «Потерянные рудники Мурибеки» («The Lost Mines of Muribeca»), составляющем первую главу сборника его дневников («Lost Trails, Lost cities», издан младшим сыном Фосетта Брайаном в 1953 году; перевод на русский язык: «Неоконченное путешествие»).

## В искусстве
В литературе
- «Затерянный город Z» — косвенно Рукопись 512 вошла в сюжет книги, где искатель приключений Перси Фосетт ищет затерянный город в неизведанных районах Бразилии.

В кинематографе
- «Затерянный город Z» — фильм 2016 года, основанный на одноимённой книге.

## Первоисточник
- ANÔNIMO. Relação histórica de uma oculta e grande povoação antiquíssima sem moradores, que se descobriu no ano de 1753. Na América […] nos interiores […] contiguos aos […] mestre de campo e sua comitiva, havendo dez anos, que viajava pelos sertões, a ver se descobria as decantadas minas de prata do grande descobridor Moribeca, que por culpa de um governador se não fizeram patentes, pois queria uzurparlhe esta glória, e o teve preso na Bahia até morrer, e ficaram por descobrir. Veio esta notícia ao Rio de Janeiro no princípio do ano de 1754.. Bahia/Rio de Janeiro: Fundação Biblioteca Nacional, documento n. 512, 1754.

### Перевод на русский язык
- Неизвестный автор. Историческая реляция о неведомом и большом поселении, древнейшем, без жителей, кое было открыто в год 1753 в сертанах Бразилии; скопирована с рукописи из публичной библиотеки Рио-де-Жанейро. Восточная литература (Средневековые исторические источники Востока и Запада). www.vostlit.info (Thietmar, Strori) (26 августа 2012). — Перевод с оригинала (порт., 1753 год) — Олег Игоревич Дьяконов, 2009. Дата обращения: 26 августа 2012.

- Аноним. "Историческая Реляция о неведомом и большом Поселении, древнейшем, без жителей, кое было открыто в год 1753". (недоступная ссылка — история). www.manuscrito512.narod.ru (5 июня 2010). — Перевод с оригинала (1754 год), частичная реконструкция текста — О. Дьяконов, 2009-2010, Россия, Москва. Дата обращения: 7 июня 2010.

- Аноним. "Историческая реляция о неведомом и большом поселении, древнейшем, без жителей, кое было открыто в год 1753 в сертанах Бразилии; скопирована с рукописи из Публичной библиотеки Рио-де-Жанейро". (недоступная ссылка — история). www.manuscrito512.narod.ru (5 июня 2010). — Перевод с первого печатного издания (1839 год) — О. Дьяконов, 2010, Россия, Москва. Дата обращения: 7 июня 2010.